# Chinuclidine
Chinuclidine is een gebrugde heterocyclische organische verbinding met als brutoformule C7H13N. Het wordt voornamelijk gebruikt als chemische bouwsteen en als katalysator. Chinuclidine is een sterke base met een pKa van het geconjugeerde zuur van 11,0. Het kan bereid worden uit een reductie van chinuclidon.
De structuur is sterk verwant met die van tri-ethyleendiamine en tropaan.